# Гнатовка (Новгород-Северский район)
Гнатовка (укр. Гнатівка) — село в Новгород-Северском районе Черниговской области Украины. Население — 210 человек. Занимает площадь 0,65 км².
Почтовый индекс: 16081. Телефонный код: +380 4658.

## Власть
Орган местного самоуправления — Кудлаевский сельский совет. Почтовый адрес: 16081, Черниговская обл., Новгород-Северский р-н, с. Кудлаевка, ул. Луговая, 1.